# Ratschings
Ratschings (italià Racines) és un municipi italià, dins de la província autònoma de Tirol del Sud. És un dels municipis del districte i vall de Wipptal. L'any 2007 tenia 4.012 habitants. Comprèn les fraccions d'Außerratschings, Innerratschings, Gasteig (Casateia), Mareit (Mareta), Ridnaun (Ridanna), Telfes (Telves) i Jaufental (Valgiovo). Limita amb els municipis de Brenner, Freienfeld, Moos in Passeier, St. Leonhard in Passeier, Sarntal, Sterzing, Neustift im Stubaital (Àustria) i Sölden (Àustria).

## Situació lingüística
| Pertinença lingüística (cens 2001) | 98,44% alemany |
| Pertinença lingüística (cens 2001) | 1,53% italià   |
| Pertinença lingüística (cens 2001) | 0,03% ladí     |

## Administració

Territori comunal

| Període | Identitat      | Partit |
| ------- | -------------- | ------ |
| 2004-   | Leopold Siller | SVP    |